# Psohlavec (folklór)

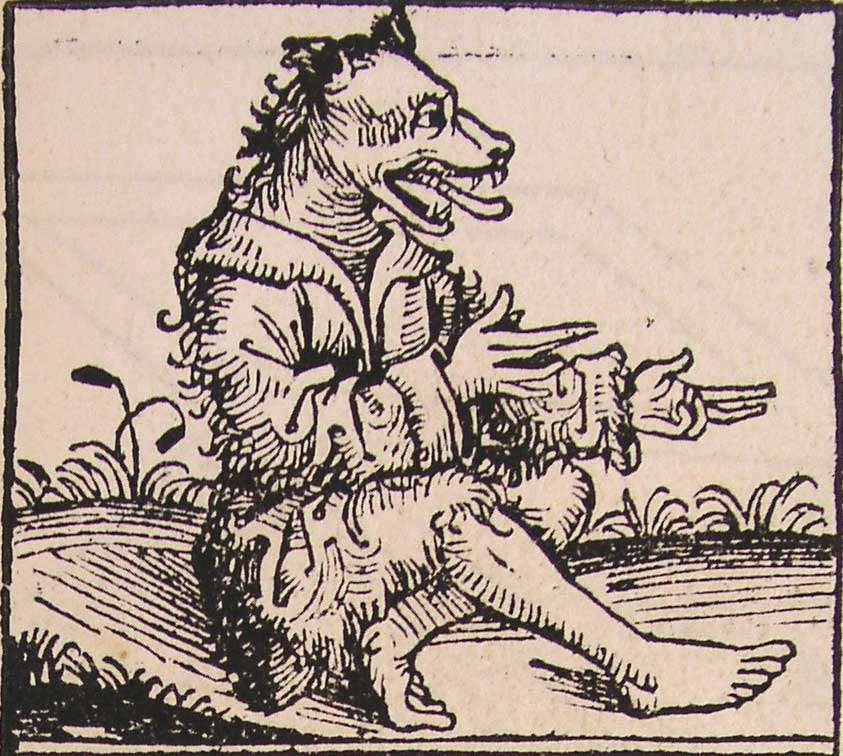
Kynocefal - psohlavec z Norimberské kroniky (1493)

Psohlavec je ve slovanské kultuře, včetně folklóru, označení pro člověka s psí hlavou. Je však možná i souvislost s kulturami staršími. Již antičtí autoři jako Ktésias, Strabón a Plinius starší se zmiňují o lidech, známých řecky jako kynokefalos, respektive latinsky jako cynocephalus.
V pravoslavných oblastech je s psí hlavou také někdy zobrazován svatý Kryštof.

## Česko
V češtině je psohlavec poprvé doložen v díle mistra Klareta z druhé poloviny 14. století v podobě psiehlavec, jako překlad latinského cynocephalus. Ve staročeském prvotisku Lucidáře z roku 1498 jsou psohlavci zmiňováni jako lidé žijící v Indii, s nohama obrácenýma patami napřed, s osmnácti prsty na nohou a sedmnácti na rukou, kteří mají hlavu psa a místo mluvení štěkají. Dále jsou zmiňováni v Lactiferu Jana Vodňanského z roku 1508 a ve vydání Alexandreidy z roku 1513.
Od 16. století se stalo slovo psohlavec nadávkou, označující především nepřátele křesťanů, typicky Turky. V první polovině 17. století jsou v díle Respublica Bohemiae Pavla Stránského jako psohlavci označeni domažličtí Chodové, nejspíše ve významu pejorativa či nadávky, odkazující na jejich vzpurnost. Hanlivý význam slova v tomto kontextu začal mizet až na konci 18. století. Ještě Jungmannův slovník z počátku 19. století však toto slovo uvádí jako hanlivé pojmenování Turků a Tatarů.

## Slovinsko
Ve slovinské lidové tradici je psohlavec nazýván pasjeglavec, pesjan, pesoglav, pesoglavec, nebo pasjedlan. Jedno oko mu směřuje k zemi, nebo má jedno oko vpředu hlavy a druhé vzadu, případně má jediné oko vzadu. Může mít také pouze jednu nohu, nebo kozí nohy. Objevuje se také představa bytosti s horní polovinou lidskou a dolní psí. Často splývají s vlkodlaky a je jim přisuzována krvežíznivost, především vůči křesťanům. Za psohlavce byli často považováni Hunové a jejich vůdce Attila.
Tradici o Attilovi se podobají příběhy o princi Markovi Psu, známé ze slovinského pobřeží a italské Slavie Friulany, částečně ovlivněné také podáním o svatém Markovi – patronovi Benátek zobrazovaném se lvem. Marko Pes byl synem princezny, uvězněné ve věži svým otcem, jejímž jediným společníkem byl pes – jeho otec. Poté, co Marko vyrostl, unikl ze svého domova, stal se vůdcem psohlavců a zpustošil svou rodnou zemi. Jeho historickým předobrazem může být Marx Sittich von Ems nebo Marko Klis.

## Srbsko
V srbské lidové kultuře, především v části Bosny a Černé Hory, se věřilo na bytost, která má lidské tělo s nohama koně a psí hlavou s kovovými zuby a jedním okem uprostřed čela.
Psoglavové prý žili v jeskyních nebo v temném lese, ve kterém bylo mnoho drahokamů, ale žádné slunce. Praktikovali kanibalismus, jedli lidi; dokonce je vyhrabávali z jejich hrobů, aby je poté mohli sníst.
Psoglav je chtonický démon, podobný řeckým kyklopům.